# Roger Quemener
Pour les articles homonymes, voir Quemener.
Roger Quemener, né le 17 juin 1941 à Kerien et mort le 18 juillet 2021 à Magescq,, est un athlète français, spécialiste de la marche athlétique de fond. Il demeure longtemps le recordman absolu du nombre de victoires (sept) dans la course nationale (marche de grand fond) : le Paris-Colmar, désormais dépassé par le marcheur polonais Gregorz-Adam Urbanowski (10 victoires).

## Carrière sportive
D'ascendance bretonne, Roger Quemener commence le sport à 20 ans par l'haltérophilie et la course à pied. Il rejoint la police parisienne en 1963. Membre de  l'association sportive Police Paris de 1970 à 1989, il commence la marche athlétique et le sport de haut niveau à 28 ans seulement.  
En 1979, il remporte la classique course Strasbourg-Paris. Par la suite, il remporte la même épreuve en 1983, qui est devenue Paris-Colmar depuis 1981, et cinq fois consécutivement de 1985 à 1989. 
Anecdote : il s'arrêtait avant l'arrivée à Colmar pour se faire raser afin de franchir la ligne d'arrivée avec un visage net.

## Après sa carrière sportive
Chargé des relations publiques de Paris-Colmar en 1991, il devient ensuite directeur adjoint de la compétition pendant plusieurs années. 

## Distinction
- Médaille de la jeunesse, des sports et de l'engagement associatif, or 1986 (remise le 27 novembre 1987)[3].

## Palmarès[3]
- 4 sélections en équipe de France entre 1970 et 1973

- 1970
  - 27 juin à Schweig (SUI) : SUI - FRA - RFA : 50 km – 11e 5 h 10 min 28 s
  - 15 et 16 août à Odense (DAN) : Trophée Lugano : 50 km – 9e 4 h 52 min 55 s

- 1971
  - 5 septembre à Flers : Champion de France du 100 km : 10 h 12 min 16 s
  - 19 et 20 juin à Vittel (FRA) : FRA - RFA - SUI : 50 km – 7e 4 h 39 min 18 s

- 1972
  - 10 septembre à Saint-Berthevin : Champion de France du 100 km : 9 h 45 min 03 s et meilleure performance française du 100 km
  - 30 avril 1er Mai : Victoire au 200 km de Conflans-Sainte-Honorine : 22 h 25 min

- 1973
  - 7 et 8 avril : Victoire aux 220 km du Tour du Var : 25 h 28 min
  - 28 et 29 avril : Victoire aux 200 km de Conflans-Sainte-Honorine : 22 h 06 min
  - 8 et 9 septembre à Boras (SUE) : Finale Lugano : 50 km – 11e 4 h 37 min 10 s

- 1974
  - 30 et 31 mars : Victoire aux 200 km du Beaujolais : 23 h 27 min
  - 11 et 12 mai : Victoire aux 200 km de Torcy : 22 h 21 min

- 1975
  - 14 septembre à Still - 67 : Champion de France du 100 km : 9 h 42 min 03 s et meilleure performance française du 100 km
  - 26 et 27 avril : Victoire au Tour du Var : 177 km – 17 h 50 min
  - 17 et 18 mai : Victoire aux 200 km de Méru : 22 h 22 min

- 1976
  - 28 mars à Saint-Maur-des-Fossés : Victoire au Critérium National du 100.000 m : 9 h 23 min 58 s et meilleure performance mondiale du 100.000 m
  - 24 et 25 avril : Victoire au Tour du Var : 148 km – 13 h 57 min
  - 9 et 10 mai : Victoire aux 200 km de Torcy : 22 h 22 min

- 1977
  - 14 et 15 mai : Victoire aux 200 km de Bar le Duc : 22 h 10 min

- 1979
  - Victoire à Strasbourg-Paris : 510 km - 64 h 12 min
  - 31 mars – 1er avril : Victoire aux 200 km de Narbonne : 24 h
  - 21 et 22 avril : Victoire aux 200 km de Château Thierry : 21 h 37 min

- 1980
  - 19 et 20 avril : Victoire aux 200 km de Château Thierry : 21 h 29 min

- 1981
  - 14 et 15 mars : Victoire aux 200 km de Lagny-sur-Marne : 22 h 26 min
  - 5 et 6 septembre : Victoire aux 200 km de Vallorbe : 22 h 23 min

- 1982
  - 13 et 14 mars : Victoire aux 200 km de Torcy : 22 h 11 min

- 1983
  - Victoire à Paris-Colmar : 518 km - 64 h 12 min
  - 23 et 24 avril : Victoire aux 200 km de Nantes : 22 h 45 min

- 1985
  - Victoire à Paris-Colmar : 518 km - 64 h 57 min

- 1986
  - Victoire à Paris-Colmar : 517 km - 62 h 27 min

- 1987
  - Victoire à Paris-Colmar : 518 km - 64 h 59 min

- 1988
  - Victoire à Paris-Colmar : 519 km - 66 h 17 min
  - 9 et 10 avril : Victoire aux 200 km de Salies de Béarn : 21 h 40 min

- 1989
  - Victoire à Paris-Colmar : 524 km - 64 h 35 min